# Alien (serie fílmica)
Alien es una serie fílmica que se originó con la película de 1979 Alien: el octavo pasajero, posteriormente expandiéndose la franquicia con varias secuelas y medios como novelas y videojuegos.

## Películas

### Películas originales

#### Alien: el octavo pasajero(1979)

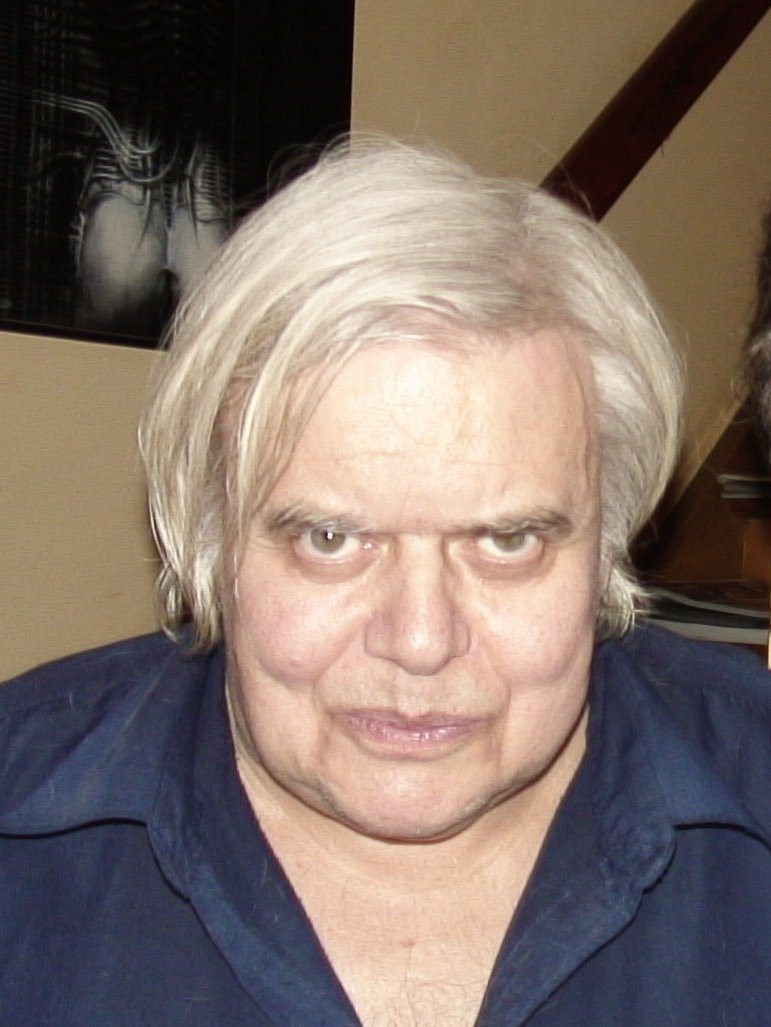
El pintor y escultor suizo H.R. Giger (en la imagen) diseñó a la criatura de la serie, al igual que la icónica escena del interior de la nave extraterrestre abandonada que aparece en Alien, el octavo pasajero.

La nave espacial Nostromo visita un planetoide desolado después de recibir una señal desconocida de una nave extraterrestre abandonada y en ruinas. Mientras la tripulación del Nostromo explora la nave, uno de ellos encuentra lo que parece ser un nido de huevos, uno de ellos se abre y sale una criatura que se adhiere a su rostro y lo deja inconsciente. Un tiempo después, el parásito muere y el miembro de la tripulación despierta, aparentemente en buen estado de salud. Más tarde, sin embargo, una criatura extraterrestre sale violentamente de su pecho, matándolo, y luego de crecer rápidamente hasta 2,5 metros, comienza a matar a otros miembros de la tripulación.
Luego de terminar la película Dark Star (1974), Dan O'Bannon pensó en expandir sobre algunas de sus ideas (en especial el concepto de un «extraterrestre cazando a la tripulación de una nave espacial dentro de ella») y crear una película de ciencia ficción y terror. El proyecto fue llamado provisionalmente Memory (lit. ‘memoria’). El guionista Ronald Shusett colaboró con O'Bannon en el proyecto, añadiendo elementos de un guion anterior de O'Bannon llamado Gremlins, en el cual los gremlins causaban desastres a bordo de un bombardero de la Segunda Guerra Mundial y aterrorizaban a su tripulación. El dúo concluyó el guion, inicialmente llamado Star Beast (lit. ‘bestia estelar’), y O'Bannon se percató de la gran cantidad de veces que la palabra Alien se repetía, por lo que nombró a la película Alien. Los escritores pensaban inicialmente en hacer una película de bajo presupuesto, pero el éxito de Star Wars llevó a Fox a invertir millones en la producción.
En el guion original la nave tiene una tripulación compuesta exclusivamente por hombres (aunque en la sección de reparto del guion se indicaba que todos los personajes eran unisex y que todas las partes eran «intercambiables entre hombres o mujeres»), incluyendo al personaje de Ripley, quién hubiese sido protagonizado por Tom Skerritt. Más adelante, cuando los productores Alan Ladd Jr., Walter Hill y David Giler, escucharon rumores de que Fox estaba trabajando en otros proyectos con protagonistas femeninas fuertes, Sigourney Weaver fue seleccionada para protagonizar el papel de Ellen Ripley y Skerrit se convirtió en el capitán Dallas.
El pintor y escultor suizo H.R. Giger diseñó al xenomorfo adulto y al facehugger, mientras que Moebius creó los aspectos visuales de los trajes espaciales y Ron Cobb proveyó casi todo el diseño en el set.

#### Aliens(1986)

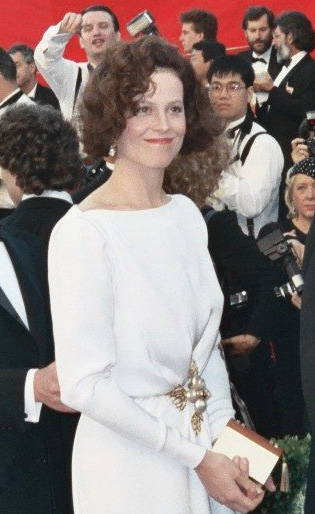
Sigourney Weaver (en la imagen) fue nominada a un premio Óscar como mejor actriz por su papel de Ellen Ripley en Aliens.

La teniente Ellen Ripley, la única superviviente del Nostromo, despierta del hipersueño 57 años después de los eventos de Alien: el octavo pasajero a bordo de una nueva estación espacial. Poco tiempo después, descubre que el planetoide de la primera película (ahora conocido como LV-426) es ahora una colonia de terraformación. Cuando se pierde el contacto con la colonia, Ripley acompaña a un escuadrón de infantes de marina que se dirige a LV-426 a bordo del Sulaco para investigar la situación.
Pese a que la primera película de la serie, dirigida por Ridley Scott, había sido exitosa, Fox no consideró hacer una secuela hasta 1983, cuando James Cameron expresó su interés en producir una continuación de la historia de Alien de David Giler. Luego del éxito de la película de Cameron, The Terminator, Cameron recibió, junto a Gale Anne Hurd, la aprobación para dirigir y producir la secuela de Alien que sería lanzada en 1986. Cameron escribió el guion para la película a partir de una historia que el desarrolló junto a Giler y Walter Hill.

#### Alien 3(1992)
Debido a un incendio a bordo del Sulaco, la nave en la que Ripley y los sobrevivientes de Aliens se dirigían a la Tierra desde LV-426, una de las cápsulas de escape es expulsada de la nave. La cápsula termina cayendo en el planeta refinería/prisión Fiorina Fury 161, siendo Ripley la única superviviente. Sin que ella lo haya sabido, un huevo había estado a bordo de la nave en todo momento. Una vez en tierra, la criatura utiliza un perro (un buey en la Versión Extendida) como huésped, nace en la prisión y comienza a matar a todos los reos que encuentra. Ripley luego descubre que también hay una alien reina creciendo dentro de ella.
Después de la segunda película, Aliens, Weaver no estaba interesada en volver a la franquicia por lo que los productores David Giler y Walter Hill comisionaron una tercera película de Alien sin el personaje de Ripley. La premisa era traer de vuelta a Ripley para una cuarta entrega de la saga, pero el presidente de Fox Joe Roth no estuvo de acuerdo con retirar al personaje, por lo que Weaver finalmente fue contactada para su participación en Alien 3.
Lanzada en 1992, la película tuvo problemas desde un principio; sin siquiera tener el guion terminado y habiendo gastado un millón de dólares antes de hacerlo, el director de videos de música pop David Fincher, el tercer director considerado para el filme, fue contratado para hacerse cargo del proyecto. Luego de que la producción fue completada a finales de 1991, el estudio realizó cambios en la película sin involucrar o recibir el consentimiento de Fincher. Giler, Hill y Larry Ferguson escribieron el guion, basándose en una historia de un guion anterior escrito por Vincent Ward.

#### Alien: Resurrección(1997)
Doscientos años después de los eventos de Alien 3, Ellen Ripley es clonada y una alien reina es extraída quirúrgicamente de su cuerpo por el United Systems Military (lit. ‘ejército de los Sistemas Unidos’). El ejército pretende criar xenomorfos para estudiarlos a bordo de la nave espacial USM Auriga, usando humanos raptados y llevados a ellos por mercenarios para usarlos como «huéspedes» de las criaturas. Aunque tienen éxito en la clonación de Ripley y el nacimiento de los xenomorfos, una vez éstos llegan a edad adulta escapan de sus jaulas provocando el caos dentro de la nave; al mismo tiempo que Ripley y los mercenarios tratan de escapar y destruir el Auriga antes de que llegue a su destino, la Tierra.
Pese a que la recepción de Alien 3 entre los fans y los críticos no fue buena, la película recaudó millones a nivel mundial y provocó interés en Fox en continuar con la franquicia. Esto llevó a que en 1996 se iniciara la producción del cuarto film de la saga, Alien: resurrección. Pese a que Ripley no fue incluida en el primer borrador del guion, y Weaver no estaba interesada en volver a protagonizar el rol, se unió al proyecto después de que le ofrecieran un salario de un millón de dólares y mayor control creativo (incluyendo la potestad de aprobar al director Jean-Pierre Jeunet). El filme, lanzado en 1997, experimentó un extendido periodo de producción y, según el guionista Joss Whedon, prácticamente destruyeron su guion original en este proceso.

### Precuelas

#### Prometheus(2012)
Prometheus (conocida como Prometeo, en Hispanoamérica) es una película estrenada en el 2012, dirigida por Ridley Scott, el director de Alien, el octavo pasajero. Si bien la película no es una secuela directa de ninguna de las películas anteriores de la serie, ni tampoco tiene xenomorfos en ella, toma lugar en el mismo universo de la saga, años antes de los eventos de Alien, el octavo pasajero, y hace alusiones a la existencia y origen de la criatura de las películas de Alien y a importantes eventos que involucran a la corporación Weyland. La trama de la película, que trae consigo su propia mitología e ideas, sigue a la tripulación de la nave espacial Prometheus en el año 2094[cita requerida] en su exploración de los restos de una avanzada civilización extraterrestre y la búsqueda de los orígenes de la humanidad. La película se estrenó el 8 de junio del 2012, en los Estados Unidos, el 7 de junio en algunos países de América Latina y el 3 de agosto en España.

#### Alien: Covenant(2017)
A mediados de 2014 se confirmó el proyecto de una secuela de Prometheus, cuyo rodaje daría inicio finalmente en febrero de 2016. Ridley Scott dio a conocer los pormenores de la cinta que aunque inicialmente llevaría el título de Alien: Paradise Lost finalmente aludió a él como Alien: Covenant.

### Spin-offs

#### Alien: Romulus(2024)
Tras la adquisición de 21st Century Fox por parte de The Walt Disney Company, se confirmó oficialmente en la CinemaCon de 2019 que futuras películas de la franquicia de Alien se encontraban en desarrollo. En marzo de 2022, se anunció que el cineasta uruguayo Fede Álvarez escribiría y dirigiría una nueva película de la serie fílmica después de presentar su propia historia, y se mencionó que la misma no estaba «conectada» con las películas anteriores de la franquicia, y que el proyecto se estrenaría en la plataforma Hulu en Estados Unidos.
En noviembre del mismo año, se anunció que el filme llevaría por nombre Alien: Romulus, y que Cailee Spaeny había iniciado negociaciones para protagonizarlo. En marzo de 2023, Isabela Merced fue elegida para un papel no revelado, que coprotagonizaría junto a Spaeny. Ese mismo mes, David Jonsson, Archie Renaux, Spike Fearn y Aileen Wu se unieron al reparto en roles que no fueron revelados.  La etapa de fotografía principal comenzó el 9 de marzo de 2023 en Budapest.  El proceso de rodaje finalizó el 3 de julio del mismo año.

### Series de TV

#### Alien: Earth(2025)
A mediados de 2018 surgió el rumor de que Fox preparaba una supuesta serie de televisión basada en Alien que hubiera podido ser anunciada a lo largo de 2019, coincidiendo con el 40.º aniversario de la saga. La misma habría estado inspirada en el popular videojuego Aliens: Colonial Marines o Alien: Isolation, cuya protagonista era la hija de Ellen Ripley. En octubre de 2018 se rumoreó con que una plataforma de streaming, todavía no identificada, habría dado luz verde al proyecto. En enero de 2019 Fox confirmó la cancelación definitiva de la saga de precuelas, lo que alimentó aún más el rumor de que una posible serie de televisión estaba en marcha.
En febrero de 2019 HN Entertainment desveló que se estaba trabajando en dos series y no una, como se había especulado en un principio, y que Ridley Scott estaría involucrado en al menos una de ellas, como productor ejecutivo. Esta serie sería lanzada por streaming para la plataforma HULU. La otra serie recibiría el nombre de “Criado por lobos” y se centraría en los sintéticos, y en este caso sería emitida por TNT. Días después ING aseguró que James Cameron estaba trabajando en algo relacionado con Alien, y algunos ya lo relacionan con esta segunda serie.
Finalmente, el 13 de agosto de 2025 dio comienzo la emisión de la serie Alien: Earth, escrita y dirigida por Noah Hawley.

### Proyectos cancelados

#### Precuelas de Ridley Scott
En un principio, Ridley Scott había propuesto a Fox realizar otras dos secuelas de Alien: Covenant, que servirían de enlace para Alien: el octavo pasajero. La primera debía comenzar a filmarse en 2018 y se estrenaría presumiblemente en 2019. Sin embargo, tras la mala taquilla obtenida por Alien: Covenant, Fox se replanteó la continuación de la saga de precuelas impulsada por Ridley Scott. El proyecto se complicó cuando, en diciembre de 2017, Disney hizo oficial la compra de 21st Century Fox por 52 000 millones de dólares. Finalmente en enero de 2019 Fox confirmó la cancelación definitiva de la saga de precuelas.

#### Alien 5
A principios del 2015, el director de cine Neill Blomkamp publicó en su cuenta de Instagram una serie de Concept Arts en las que muestra su idea de cómo sería la quinta entrega de la franquicia si pasara por sus manos. Estas imágenes fueron objeto de rumores hasta que el 19 de febrero de 2015 20th Century Fox confirmó que la idea de Blomkamp se llevará a cabo con Sigourney Weaver de nuevo en el papel de la teniente Ripley. Días después Ridley Scott fue anunciado como productor del proyecto.
Se rumoreó la inclusión de Michael Biehn como el Cabo Dwayne Hicks. A principios de marzo del 2015, Weaver declaró que Alien 5 «romperá con el pasado de la saga» al situarse tras Aliens (1986), ignorando Alien 3 (1992) y Alien: resurrección (1997). El 23 de marzo de 2015, Blomkamp afirmó que modificó el guion para que su historia no interfiriera con la de Alien: Covenant (2017). Sin embargo, este proyecto quedó cancelado debido a que la productora entró a priorizar el filme de Ridley Scott hasta que iniciasen las filmaciones. Finalmente a decisión de apoyar la continuidad del Universo creado por Riddley Scott, Alien 5 no vio la luz y fue descartada.

### Crossover

#### Alien vs. Predator(AVP) (2004)
Ambientada en 2004, la película sigue a un grupo de paleontólogos, arqueólogos y otros, reunidos por el multimillonario Charles Bishop Weyland (Lance Henriksen) para una expedición cerca de la Antártida para investigar una señal de calor misterioso. Weyland espera para reclamar como suyo el hallazgo, y su grupo descubre una pirámide debajo de la superficie de una abandonada estación de caza de ballenas. Los jeroglíficos y esculturas revelan que la pirámide es un coto de caza para los depredadores que matan a los aliens como un rito de paso. Los seres humanos están atrapados en medio de una batalla entre las dos especies y deben evitar que los Aliens lleguen a la superficie.
La película dirigida por Paul W. S. Anderson y producida por 20th Century Fox es heredera de la influencia de las series cinematográficas iniciadas con las películas Alien (1979) y Predator (1987), a partir de un concepto originado en un cómic de Dark Horse de 1989. Anderson y Shane Salerno al adaptar el guion estuvieron influidos por la mitología azteca, la serie de cómics y los escritos de Erich von Däniken. El filme recibió elogios por sus efectos especiales y escenografía, además fue un éxito en taquillas, recaudando más de 172 millones de dólares en contra de su presupuesto de producción de $ 60 millones.
El primer actor en formar parte del elenco en Alien vs Predator fue Lance Henriksen, quien interpretó el personaje de Bishop en Aliens y Alien 3. Aunque la película de Alien está hecha 150 años en el futuro, Anderson quería mantener la continuidad de la serie incluyendo un actor conocido. Henriksen interpreta al millonario Charles Bishop Weyland, un personaje relacionado con Weyland-Yutani Corporation. De acuerdo con Anderson, Weyland se inicia con el descubrimiento de la pirámide, así como serán los creadores de los modelos androides de Weyland-Yutani Corporation en la película Alien; "cuando el androide de Bishop es creado 150 años después, está hecho con la cara del fundador. Es como si Microsoft construyera un androide 100 años después, y que tuviese la cara de Bill Gates".

#### Alien vs. Predator 2: Requiem(2007)
Secuela de la película del 2004, que salió en los cines en 2007 y que muestra cómo una nave Predator se estrella contra la Tierra después de que un Predalien (híbrido de un Alien y un Predator) aniquilase a la tripulación. Un último sobreviviente de la nave consigue enviar un comunicado a su planeta antes de morir, comenzando así una lucha entre los Aliens y el Predalien contra el Predator que quiere aniquilar por completo cualquier rastro de vida Alien.

## Recepción crítica

### Taquilla
| Película                                                            | Fecha de lanzamiento    | Recaudación     | Recaudación     | Recaudación       | Ranking        | Ranking | Presupuesto         | Referencias   |
| Película                                                            | Fecha de lanzamiento    | Estados Unidos  | Extranjero      | Mundial           | Estados Unidos | Mundial | Presupuesto         | Referencias   |
| ------------------------------------------------------------------- | ----------------------- | --------------- | --------------- | ----------------- | -------------- | ------- | ------------------- | ------------- |
| Alien, el octavo pasajero                                           | 25 de mayo de 1979      | USD 80 931 801  | USD 24 000 000  | USD 104 931 801   | #917           | N/A     | USD 11 000 000      | [ 39 ] [ 40 ] |
| Aliens                                                              | 18 de julio de 1986     | USD 85 160 248  | USD 45 900 000  | USD 131 060 248   | #847           | N/A     | USD 18 500 000      | [ 41 ] [ 42 ] |
| Alien 3                                                             | 22 de mayo de 1992      | USD 55 473 545  | USD 104 340 953 | USD 159 814 498   | #1467          | N/A     | USD 50 000 000      | [ 43 ]        |
| Alien: resurrección                                                 | 26 de noviembre de 1997 | USD 47 795 658  | USD 113 580 410 | USD 161 376 068   | #1722          | N/A     | USD 70 000 000      | [ 44 ]        |
| Alien vs. Predator                                                  | 13 de agosto de 2004    | USD 80 282 231  | USD 92 262 423  | USD 172 544 654   | #923           | N/A     | USD 60 000 000      | [ 45 ]        |
| Aliens vs. Predator: Requiem                                        | 25 de diciembre de 2007 | USD 41 797 066  | USD 87 087 428  | USD 128 884 494   | #1958          | N/A     | USD 40 000 000      | [ 46 ]        |
| Prometheus                                                          | 8 de junio de 2012      | USD 126 477 084 | USD 276 877 385 | USD 403 354 469   | #475           | #267    | USD 130 000 000     | [ 47 ]        |
| Alien: Covenant                                                     | 19 de mayo de 2017      | USD 74 262 031  | USD 166 629 732 | USD 240 891 763   | #1026          | #584    | USD 97 000 000      | [ 47 ]        |
| Total                                                               | Total                   | USD 592 179 664 | USD 910 678 331 | USD 1 502 857 995 | #40            | #28     | (E) USD 476 500 000 | N/A           |
| Indicador(es) de lista(s) - (E) Datos según información disponible. |                         |                 |                 |                   |                |         |                     |               |

### Reseñas y premios
| Película                     | Rotten Tomatoes   | Rotten Tomatoes          | Rotten Tomatoes     | Metacritic      | CinemaScore | IMDb                | FilmAffinity        | CinemaFix |
| Película                     | General           | Críticos más importantes | Audiencia           | Metacritic      | CinemaScore | IMDb                | FilmAffinity        | CinemaFix |
| ---------------------------- | ----------------- | ------------------------ | ------------------- | --------------- | ----------- | ------------------- | ------------------- | --------- |
| Alien                        | 93% (203 reseñas) | 92% (36 reseñas)         | 94% (458 149 votos) | 89 (34 reseñas) | -           | 8.5 (882 556 votos) | 8.0 (110 955 votos) | A+        |
| Aliens                       | 94% (142 reseñas) | 96% (23 reseñas)         | 94% (428 248 votos) | 84 (22 reseñas) | A           | 8.4 (718 400 votos) | 7.4 (84 152 votos)  |           |
| Alien 3                      | 44% (125 reseñas) | 57% (14 reseñas)         | 46% (338 488 votos) | 59 (20 reseñas) | C           | 6.4 (302 313 votos) | 5.9 (50 329 votos)  |           |
| Alien: resurrección          | 55% (161 reseñas) | 67% (21 reseñas)         | 39% (262 955 votos) | 63 (21 reseñas) | B-          | 6.2 (249 587 votos) | 5.6 (53 371 votos)  |           |
| Alien vs. Predator           | 21% (145 reseñas) | 9% (34 reseñas)          | 39% (430 293 votos) | 29 (21 reseñas) | B           | 5.6 (202 418 votos) | 4.5 (20 439 votos)  |           |
| Aliens vs. Predator: Requiem | 12% (77 reseñas)  | 16% (19 reseñas)         | 30% (212 127 votos) | 29 (14 reseñas) | C           | 4.6 (127 325 votos) | 3.6 (12 115 votos)  |           |
| Prometheus                   | 73% (312 reseñas) | 69% (77 reseñas)         | 68% (262 277 votos) | 64 (43 reseñas) | B           | 7.0 (611 838 votos) | 5.7 (59 536 votos)  |           |
| Alien: Covenant              | 65% (407 reseñas) | 69% (81 reseñas)         | 55% (62 916 votos)  | 65 (52 reseñas) | B           | 6.4 (283 438 votos) | 5.6 (25 427 votos)  |           |
| Total                        | 59%               | 59%                      | 58%                 | 60              | B-          | 6.6                 | 5.8                 |           |

Alien, el octavo pasajero fue nominada a dos premios de la academia, ganando la estatuilla por «mejores efectos visuales». Aliens recibió siete nominaciones, incluyendo «mejor actriz» para Sigourney Weaver, y ganó premios por «mejores efectos visuales» y «mejores efectos de sonido». Alien3  también fue nominada para el premio por «mejores efectos visuales».
En 2008, IGN nombró a Alien como la decimotercera mejor franquicia de películas de la historia. Alien, el octavo pasajero también ha sido inducida al Registro Nacional de Cine de la Biblioteca del Congreso de Estados Unidos para preservación histórica como una película que es «cultural, histórica o estéticamente significativa». El American Film Institute nombró a Alien, el octavo pasajero como la sexta película estadounidense más emocionante y la séptima mejor del género de ciencia ficción de los últimos 100 años, mientras que en el ranking de héroes y villanos, Ripley se encuentra en el puesto número ocho entre los héroes y el xenomorfo es el decimocuarto entre los villanos.

## Lanzamiento en formato doméstico
Ha habido decenas de lanzamientos de las películas por separado en varios formatos, incluyendo Beta, VHS, Laserdisc y DVD. En cuanto al formato Blu-ray, solamente la compilación de la serie, que incluye varias versiones de cada película, ha sido lanzada (el paquete incluye ocho versiones diferentes, véase Alien Antholgy abajo).
Hubo lanzamientos en formato Laserdisc de las versiones de sala de las películas en forma separada, al igual que dos cajas recopilatorias que solo contenían una película (hubo dos lanzamientos por separado, uno para Alien, el octavo pasajero y otro para Aliens) pero contaban con una gran cantidad de material extra y un costo de aproximadamente de 100 dólares. El filme Aliens incluía una nueva «edición especial» de la primera película completada por James Cameron exclusivamente para este lanzamiento, la cual extendía en forma significativa a la versión de sala cinematográfica de Alien, el octavo pasajero.
En los lanzamientos en DVD, las películas estuvieron, en un principio, disponibles solo en cajas recopilatorias (véase Alien Legacy más abajo) pero luego fueron lanzados en forma separada (Aliens solo tuvo en el primer lanzamiento en DVD la «edición especial» y no la versión teatral original). El mismo patrón se continuó cuando las ediciones especiales de dos discos de las películas fueron lanzadas luego de Alien Quadrilogy (ver abajo), con cada película siendo lanzada en forma individual en las versiones de dos discos incluidas en esa caja compilatoria. Desde entonces, ha habido múltiples lanzamientos de las películas, tanto de sus versiones de sala o extendidas, aunque algunos lanzamientos individuales de las películas han incluido ambas versiones.
Además de los lanzamientos de cada película por separado, ha habido siete cajas compilatorias de la serie completa en diferentes momentos de su historia. Con la excepción de la versión en DVD del Alien Triple Pack, cada lanzamiento incluía todas las películas que habían salido al momento de su lanzamiento. Las siete cajas compilatorias tuvieron características únicas que luego fueron reusadas en otras cajas o lanzamientos por separado en una forma u otra, más notablemente la compilación en Blu-ray que incluye un archivo detallado de varios lanzamientos anteriores, incluyendo las cajas compilatorias en Laserdisc.
- Alien Triple Pack (versión VHS), lanzada en VHS en 1992, incluye las primeras dos películas de la serie y una tercera cinta con una previa de 23 minutos de Alien 3, la cual se estrenó poco tiempo después en cines.[71] (No confundir con la compilación en DVD de 2008 del mismo nombre, ver abajo.)
- Alien Trilogy, lanzada en VHS en 1993, es un paquete de tres cintas de las versiones de sala originales de Alien, el octavo pasajero, Aliens y Alien 3.
- Alien Saga, fue una versión de Laserdisc exclusiva para Japón que contenía las tres primeras películas, lanzada en 1999.[72] (una versión para Estados Unidos fue cancelada debido a que los DVD estaban desplazando rápidamente el mucho más pequeño mercado doméstico del Laserdisc en ese país).[73]
- Alien Legacy, fue una compilación de cuatro volúmenes lanzada tanto en formato DVD y VHS en 1999 que incluía la «edición especial» de Aliens del Laserdisc de 1991 (por primera vez en otro formato), las versiones de sala de las otras tres películas, y en la versión en DVD se crearon varios materiales suplementarios además de varios otros que fueron reutilizados de la versión de Laserdisc.[74]
- Alien Quadrilogy, lanzada exclusivamente en formato DVD en 2003, considerada una de las compilaciones más exhaustivas de la era del DVD en términos de contenido y material extra, incluye nueve discos: cuatro discos (un disco cada una) para las versiones de sala y extendidas de cada película (nuevas versiones de 2003 de Alien, el octavo pasajero, Alien 3 y Alien: Resurrección y la «edición especial» de Aliens lanzada en 1991), cuatro discos con material específico de cada película y un disco extra con documentales y otro material suplementario.[75][76]
  - Las películas fueron relanzadas en forma individual en paquetes de dos discos como parte de la «Serie de Coleccionistas» de 20th Century Fox.
- Alien Triple Pack (versión DVD), lanzada en DVD en 2008, es un paquete de tres discos que incluye las versiones de sala de Alien, el octavo pasajero y Alien 3, además de la «edición especial» de Aliens, volviendo a usar el mismo nombre de la compilación de VHS de 1992 (este fue un lanzamiento inusual en el cual Alien: Resurrección no fue incluida, haciendo de esta la primera compilación en la que la película no era incluida luego de su lanzamiento en el cine)..
- Alien Anthology, es un lanzamiento exclusivo de 2010 para Blu-ray de seis discos que incluye dos versiones de cada película (de sala y las mismas ediciones extendidas usadas en la caja compilatoria de 2003 Alien Quadrilogy - con excepción del trabajo adicional hecho en 2003 a Alien 3 que incluía la grabación mal hecha de las voces de algunos de los actores originales de la película para unas escenas nuevas que habían sido insertadas)[77]  y prácticamente todo el contenido extra de anteriores lanzamientos (incluyendo un archivo de la edición especial de la caja compilatoria en Laserdisc con todas las galerías de imágenes y otro contenido inédito). Al igual que en Quadrilogy, las dos versiones de cada película están cargadas en un mismo disco, mientras que la capacidad de almacenamiento del Blu-ray permitió que el contenido especial que se encontraba en los otros cinco DVD fuera incluido en los otros dos discos de la compilación, los cuales incluyen aproximadamente 60 horas de vídeo y 12 000 imágenes.[78]
- Prometheus To Alien : La Evolución , lanzamiento el 5 de diciembre de 2012 con 9 discos en Blu-ray y 5 en la versión DVD. Incluía en su versión Blu-ray "Prometheus 3D" , "Prometheus 2D" , disco de extras , Alien: El Octavo Pasajero (Ridley Scott, 1979) en sus edición cinematográfica y el montaje del director de 2003, Aliens (James Cameron, 1986) en su edición de cines y la especial de 1991, Alien 3 (David Fincher, 1992) en su versión de cines y la especial de 2003 y Alien Resurrección (Jean-Pierre Jeunet, 1997) también en la edición original y la especial de 2003 y dos discos de extras lo que hacen los 9 discos, con 65 horas de material extra.

## Secuelas
Ha habido un importante número de spin-offs en otros medios además de un gran número de crossovers dentro del universo de Alien. Entre ellos se encuentran:

### Películas
Alien vs Depredador (AVP) (2004) es una película dirigida por Paul W. S. Anderson y producida por 20th Century Fox. Heredera de la influencia de las series cinematográficas iniciadas con las películas Alien (1979) y Predator (1987), a partir de un concepto originado en un cómic de Dark Horse de 1989. Anderson y Shane Salerno al adaptar el guion estuvieron influidos por la mitología azteca, la serie de cómics y los escritos de Erich von Däniken. Fue estrenada el 13 de agosto de 2004, en América del Norte y recibió elogios por sus efectos especiales y escenografía, además fue un éxito en taquillas, recaudando más de 172 millones de dólares en contra de su presupuesto de producción de $ 60 millones, convirtiéndola en el filme más exitoso de la saga de Predator y el segundo más taquillero de la saga de Alien solo por detrás de Aliens (1986).
El éxito comercial de la película dio lugar a una secuela en 2007 titulada Aliens vs. Predator: Requiem, dirigida por los Hermanos Strause, la cual fue un fracaso en la crítica.

### Novelas
Además de la novelización de las cuatro películas (incluyendo las novelas de las primeras tres, escritas por Alan Dean Foster), ha habido una serie de novelas basadas en la serie:
- Novelizaciones de las películas:
  - Alien, el octavo pasajero por Alan Dean Foster, Warner Books, junio de 1979, ISBN 0-446-82977-3
  - Aliens por Alan Dean Foster, Warner Books, junio de 1986, ISBN 0-446-30139-6
  - Alien 3 por Alan Dean Foster, Warner Books, junio de 1992, ISBN 0-446-36216-6
  - Alien: Resurrección por A. C. Crispin, Aspect Books, diciembre de 1997, 0-446-60229-9
- Basadas en la serie Aliens:
  - Earth Hive (por Steve Perry, Bantam, octubre de 1992, ISBN 0-553-56120-0)
  - Nightmare Asylum (por Steve Perry, Bantam, mayo de 1993, ISBN 0-553-56158-8)
  - The Female War (por Steve Perry y Stephani Perry, Bantam, agosto de 1993, ISBN 0-553-56159-6)
  - Genocide (por David Bischoff, Bantam, enero de 1994, ISBN 0-553-56371-8)
  - Alien Harvest (por Robert Sheckley, Bantam Spectra, de 1995, ISBN 0-553-56441-2)
  - Rogue (por Dean Wesley Smith & Kristine Kathryn Rusch, ambos escribiendo como Sandy Schofield, Bantam Spectra, 1995, ISBN 0-553-56442-0)
  - Laporrinth (por Stephani Perry, Bantam Spectra, 1996, ISBN 0-553-57491-4)
  - Music of the Spears (por Yvonne Navarro, Bantam Spectra, de 1996, ISBN 0-553-57492-2)
  - Berserker (por Stephani Perry, Bantam Spectra, 1998, ISBN 0-553-57731-X)
  - Original Sin[79] (por Michael Jan Friedman, DH Press, octubre de 2005, ISBN 1-59582-015-9)
  - DNA War[80] (por Diane Carey, DH Press, mayo de 2006, ISBN 1-59582-032-9)
  - Cauldron[81] (por Diane Carey, DH Press, mayo de 2007)[82]
  - Steel Egg[83] (por John Shirley, DH Press, octubre de 2007, ISBN 1-59582-114-7)
  - Criminal Enterprise[84] (por Stephani Perry, DH Press, enero de 2008, ISBN 1-59582-003-5)
  - No Exit[85] (por Brian Evenson, DH Press, julio de 2008, ISBN 1-59582-004-3)

### Cómics
Alien ha sido parte de numerosos cómics, entre ellos:
- Alien:The Illustrated Story;
- Aliens;
- Alien Loves Predator, un webcomic satírico;
- Aliens vs. Predator;
- Aliens vs. Predator vs. The Terminator;
- Batman/Aliens;
- Green Lantern Versus Aliens;
- Judge Dredd vs. Aliens;
- Superman vs. Aliens;
- Superman & Batman vs. Aliens & Predator;
- WildC.A.T.s/Aliens.

### Videojuegos
El universo de Alien, al igual que los xenomorfos, han sido el objeto de muchos videojuegos desde la década de 1980 hasta el día de hoy. El primer juego basado en la franquicia fue Alien para el Atari 2600 en 1982, un juego basado en gran parte en Pac-Man. Un juego de estrategia basado en la primera película fue lanzado en 1984.
Aliens fue adaptada en cuatro videojuegos diferentes, un Matamarcianos arcade hecho por Konami, una colección de minijuegos desarrollados por Activision, un first-person shooter de Software Studios, y un juego de plataforma de Square.
Acclaim creó tres juegos diferentes basados en Alien3, dos juegos de plataforma estilo contra (uno para varias plataformas en 1992, y otro para la SNES un año después) y un juego de aventura para Game Boy en 1993. Sega también lanzó un juego arcade de pistola de luz en 1993 llamado, Alien 3: The Gun.
Uno de los últimos juegos basados en una película de Alien fue Alien Resurrection en el año 2000, un first-person shooter para PlayStation.
Otros juegos de Alien incluyen el de aventura de Mindscape, Aliens: A Comic Book Adventure de 1995, el juego FPS de Acclaim, Alien Trilogy en 1996, el FPS Aliens Online en 1998, el juego de acción para Game Boy Color Aliens: Thanatos Encounter de 2001, y el juego para dispositivos móviles Aliens: Unleashed de 2003. El último juego de Alien fue lanzado el 2006, el juego arcade Aliens: Extermination.
En 1994, Atari lanzó el videojuego de disparos en primera persona desarrollado por Rebellion, Alien vs Predator para el Atari Jaguar, en el cual el jugador podía elegir jugar como un infante de marina, un depredador o un xenomorfo. Años después Rebellion desarrolló Aliens versus Predator para la PC. Éste fue seguido, entre otros, por Aliens versus Predator 2 y la expansión Aliens versus Predator 2: Primal Hunt. Una reedición de los juegos AvP, nuevamente desarrollada por Rebellion y publicada por Sega, Aliens vs. Predator fue lanzada en el año 2010. Sega también lanzó el juego de Nintendo DS, Aliens: Infestation, en octubre de 2011.
En diciembre de 2006, Sega llegó a un acuerdo con Fox Licensing para lanzar dos juegos nuevos basados en la franquicia de Alien para la PC, Xbox 360 y PS3. Solo uno de los juegos del acuerdo inicial será lanzado, un videojuego de disparos en primera persona de Gearbox Software, Aliens: Colonial Marines. El juego fue lanzado el 12 de febrero de 2013 con calificaciones abismales tanto por parte de los usuarios como de la prensa especializada.
En octubre de 2014, Sega terminó lanzando un segundo juego basado en la franquicia Alien, esta vez un juego de survival horror desarrollado por The Creative Assembly titulado Alien: Isolation. A diferencia de los anteriores videojuegos basados en la franquicia, este no es un juego de acción, sino que sigue líneas similares a los ambientes ofrecidos en las películas Alien, el octavo pasajero y Alien 3.
En enero de 2019 Fox confirmó que se está trabajando en varios videojuegos de Alien. El primero en anunciarse fue Alien: Blackout, un juego de survival horror para móviles que tendrá como protagonista a Amanda Ripley y seguirá la estela de Alien: Isolation; la trama se desarrollará en una estación espacial de la Weyland-Yutani, y en esta ocasión Ripley tendrá que guiar a una tripulación mientras son acechados por la criatura. Por otra parte, también se confirmó que se está desarrollando un MMO para PC y consolas.

## En el mundo académico
El personaje de Bishop (Aliens y Alien 3) ha sido sujeto de análisis literario y filosófico como un importante personaje androide que se apega a las Tres leyes de la robótica del autor de ciencia ficción Isaac Asimov, así como un modelo de una máquina dócil y potencialmente autoconsciente. La representación de los androides en la franquicia de Alien —Ash en Alien, el octavo pasajero, Bishop en Aliens, y Call (Winona Ryder) en Alien: Resurrección— ha sido estudiada por las implicaciones en las relaciones de los seres humanos en presencia de un "Otro", ya que Ripley los trata con miedo y sospecha, y una especie de «racismo de alta tecnología y apartheid androide»" existe a lo largo de la serie. Esto es visto como parte de una tendencia tecnófoba en películas de antes de los años 1990, con el rol de Bishop siendo especialmente importante ya que él se redime al final de Aliens, confundiendo las expectativas de Ripley.